# Max Olbers

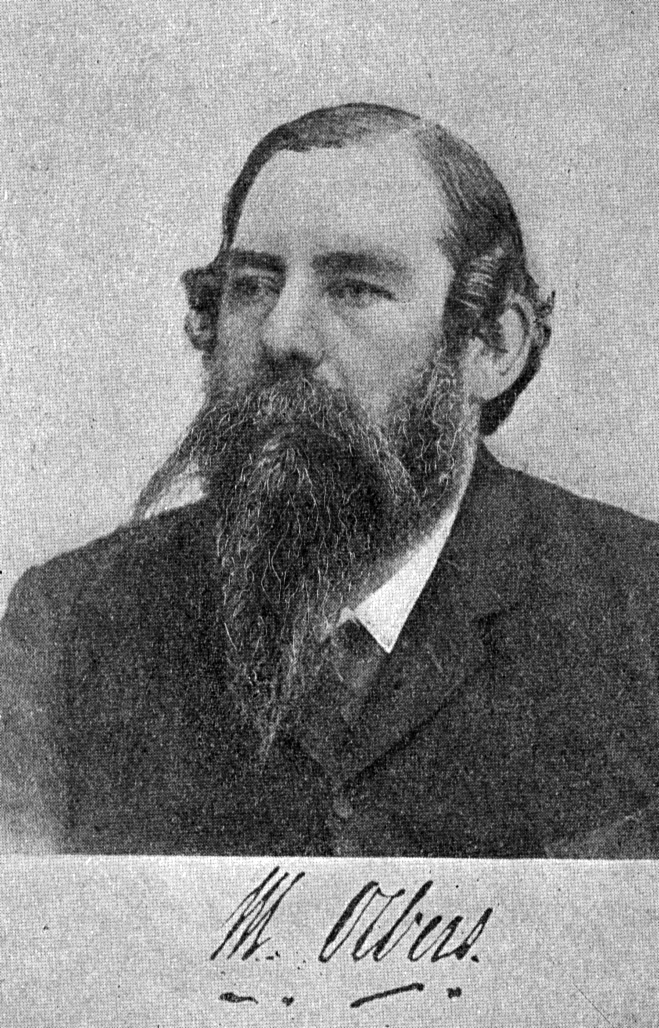

Ivan Max Julian Olbers, född 17 mars 1832 i Gärdhem, Älvsborgs län, död 18 september 1901 i Stockholm, var en svensk bryggare, försäkringsdirektör och politiker.

## Biografi
Han tillhörde en släkt från Hannover i Tyskland som invandrade till Sverige i slutet av 1600-talet. Fadern Johan Nikolaus Olbers var en jurist som en tid hade stor praktik i Göteborg. Modern var Marianne Gordon Ahlberg. Efter läroverksstudier i Skara blev han 1850 student vid Uppsala universitet och anställdes därefter 1852 i handelsfirman O. Bronander & Son i Göteborg. Åren 1859-1968 arrenderade han Burgårdens bryggeri och erhöll burskap 1863 som bryggare och handlande i staden. 
Han lämnade emellertid bryggerinäringen och 1869–1892 var han VD för Brand- och livförsäkrings AB Svea och för Återförsäkrings AB Astrea 1872–1898. Åren 1892–1898 var han även ledamot av Göteborgs stadsfullmäktige. Vidare satt han i styrelserna för Göteborgs handelsinstitut, Göteborgs museum och Göteborgs stadsbibliotek. Han odlade sina kulturella intressen som styrelseledamot i Sällskapet Gnistan och ordförande i Harmoniska Sällskapet. 
Olbers gifte sig 1860 med Amalia Lundgren och de fick en son och en dotter. Han är begravd på Östra kyrkogården i Göteborg.